# Oppach (Landschaft)

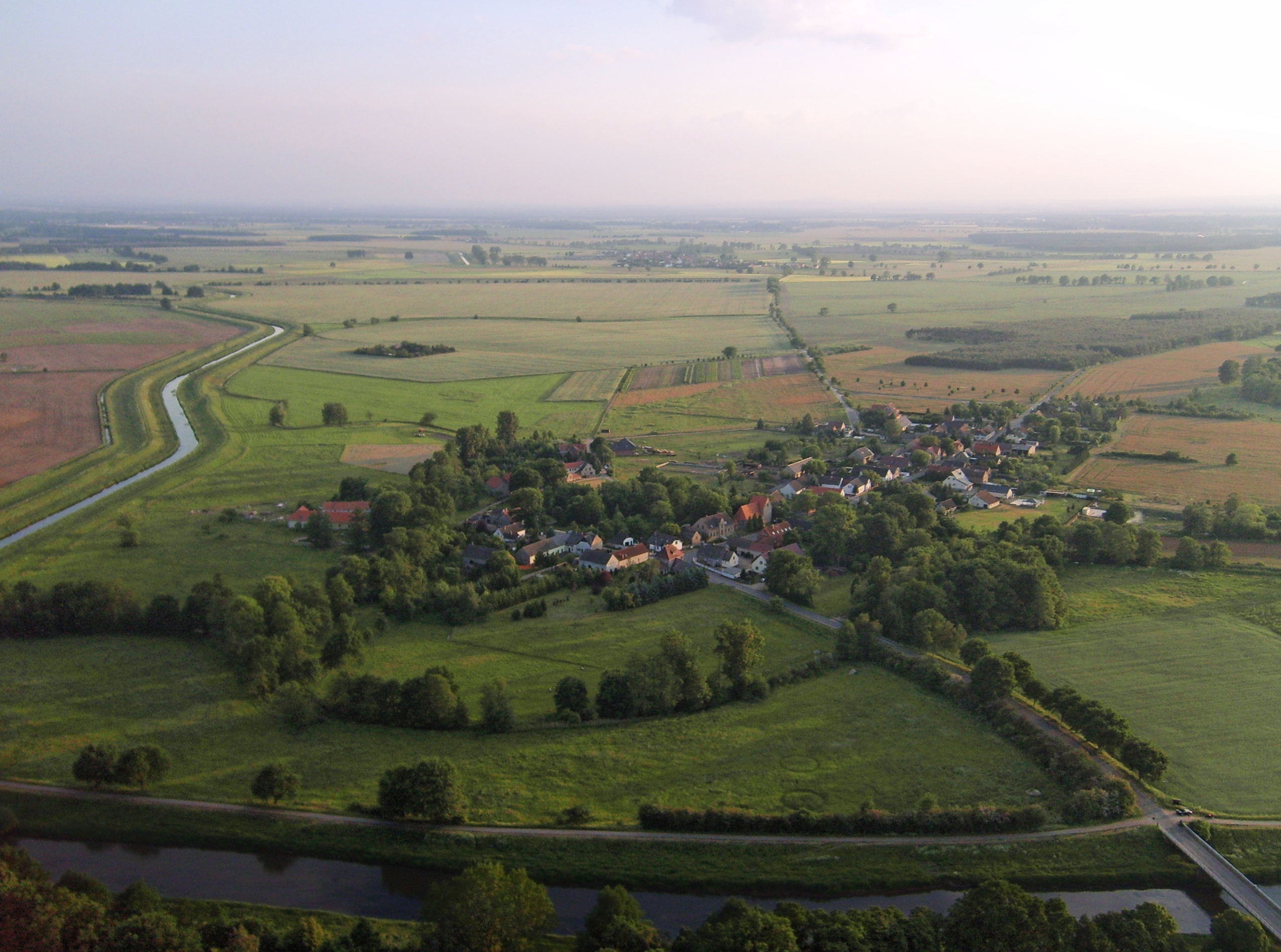
Würdenhain-Im Hintergrund erstreckt sich der Oppach.

Der Oppach ist ein kleines Landschaftsgebiet im heutigen Landkreis Elbe-Elster. Es bestand ursprünglich aus mehreren Teilen, welche vorwiegend mit Eichen und Erlen bewachsen waren, sowie einem Sumpfgebiet.
Er liegt an der Grenze zum Naturpark Niederlausitzer Heidelandschaft.

## Geographie
Er reichte bis an die Dörfer Würdenhain und Reichenhain, das an drei Seiten von ihm umfasst wurde. In Würdenhain dehnte er sich bis zu der Linie Teichwiese – Reichenhainer Weg – Pfaffenweg aus. Im Osten stieß er an die Große Röder, im Westen an die Prieschkaer Lachenhufen und den Kliebingwald. Er war etwa 1700 Morgen groß, 3 km lang und 2 km breit.

## Geschichte

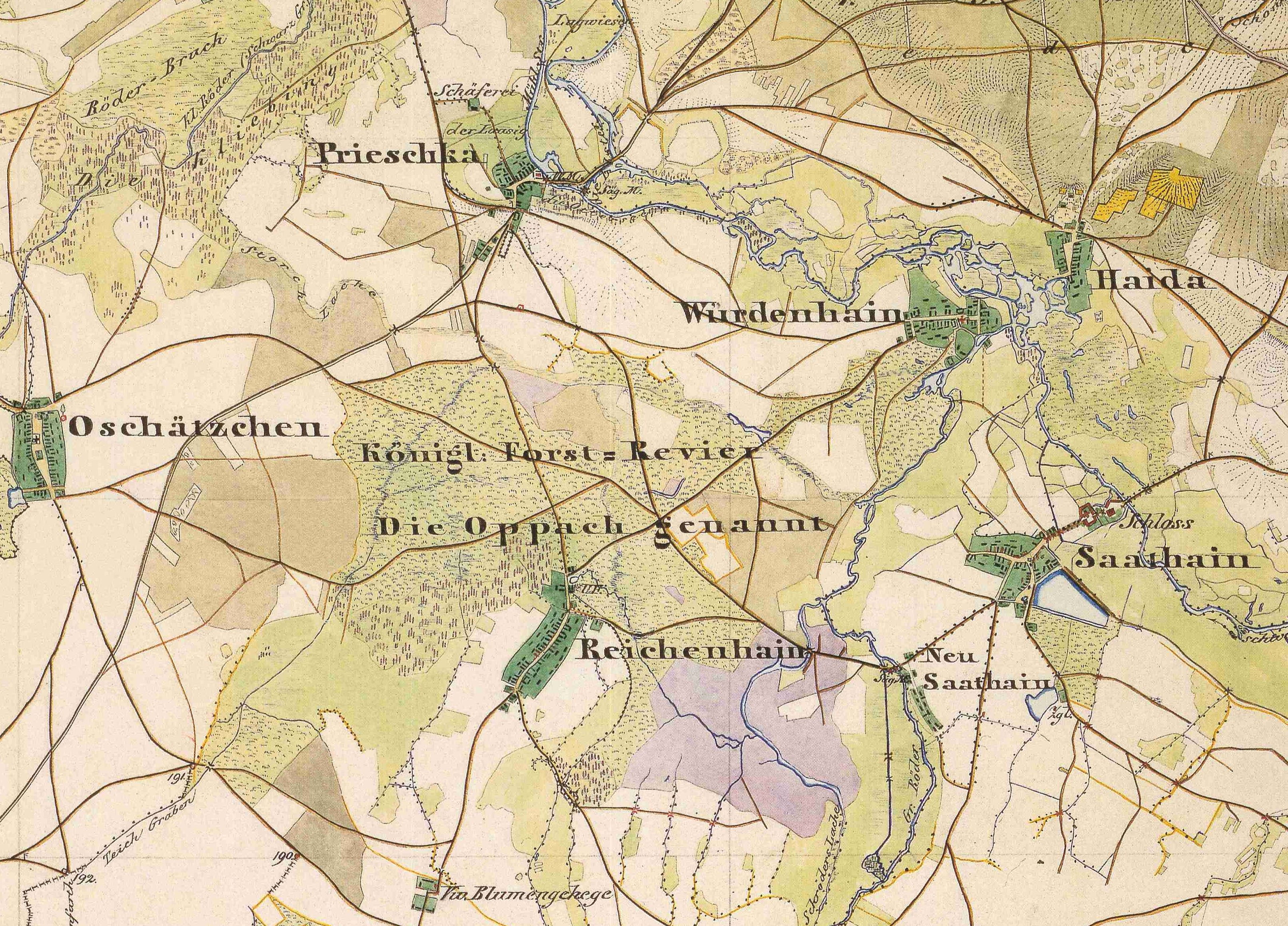
Ausdehnung des Oppach um 1847.

Das Gelände der heutigen Gemarkungen Würdenhain und Reichenhain war vor etwa 1000 Jahren mit Wald und Bruch weitgehend vollständig bedeckt. Die einstige Sorbensiedlung Prieschka besaß damals eine kleine offene Flur.
Deutsche Bauern bekamen später von den Burgherren der Herrschaft Würdenhain Randteile des großen Waldgebietes zur Rodung überwiesen. Der große Rest des Waldes blieb Zubehör des Schlosses und wurde als solches 1445 mit dem Namen „Opack, der Eichwald“ erwähnt. Im Amtserbbuch aus dem 16. Jahrhundert wird der Eichwald wie folgt beschrieben: „Ein Holz, der Oppach genannt, hat den mehreren Teil Eichen und Erlen und einen nassen Boden.“ Der Sinn des Namens Oppach ist dunkel, eine einleuchtende Worterklärung hat sich bisher noch nicht finden lassen.
Schon 1545 hatte es in Würdenhain einen Förster gegeben, meist aber wohnten diese in Reichenhain in dem dortigen Jägerhaus (so 1783 und 1826). Der letzte Revierförster soll in Prieschka gewohnt haben.
Während des Dreißigjährigen Krieges kamen 1637 die plündernden und sengenden Scharen des in Torgau lagernden schwedischen Generals Banér durch den Oppach gezogen. Besonders in Mitleidenschaft gezogen wurde damals das Dorf Reichenhain. Laut dem alten Würdenhainer Kirchenbuch sind viele Opfer der Pest „im Eichwald“ beerdigt worden, als 1680 im Dorf der schwarze Tod hauste.
1763 wurde der Milchberg auf mehrere Jahre zur Besämung mit Getreide überlassen, um den Holzanflug zu befördern, da der Holzsamen bisher im Moos keine Wurzeln geschlagen hatte. Der Waldwuchs war sich anscheinend noch ganz selbst überlassen. Das Mühlberger Amt berichtete zu dieser Zeit: „überhaupt erfordert die Beschaffenheit des Oppach unumgänglich, dass das Holz soviel als möglich wieder zum Anfluge gebracht werde.“
Der gesamte Oppach wurde 1833 zwecks Separation vermessen. Die Randgebiete hatten sich schon weitgehend in Acker und Wiesen verwandelt. 1,38 Hektar Lehmgruben waren vorhanden. Die Rechte der anliegenden Dörfer des Oppach, wobei das Dorf Saathain nicht dazugehörte, wurden zur Hutung, Graserei, Fischerei, Entnahme von Raff- und Leseholz, Lehm, Sand und Kies durch große Komplexe abgefunden, welche mit schnurgeraden Grenzen abgetrennt waren. So bildeten sich neue Gemarkungsgrenzen der genannten 4 Dörfer. Prieschka erhielt 276 Morgen, davon 59 Morgen das Rittergut. Die Würdenhainer haben auf ihrem etwa gleich großen Abfindungsstück 1852 die gemeinschaftliche Nutzung aufgehoben und unter anderem den 23 Morgen großen Rinderplatz angelegt, auf dem jeder Hüfner mit 4 Stück Rind auftreiben konnte. Auch die Bullenhaltung wurde genossenschaftlich geregelt und 2 Bullenwiesen eingeteilt. In der Separation wurden diese Einrichtungen wieder aufgelöst. Der Rest des Oppach bestand nach 1833 bis etwa 1912 weiter als Königlicher Forstbezirk. In jenem Jahr tauschte ihn das Rittergut Saathain gegen aufgekaufte Bauernwälder in Züllsdorf.
Die Bodenreform 1946 teilte den an Saathain getauschten Rest des alten Oppach an die Bauern der umliegenden Dörfer auf, wobei etwa 150 Morgen an Würdenhain fielen. Während die alte Hufenflur zwischen Würdenhain und Prieschka zum Teil mit Kiefern aufgeforstet wurde, ist der Oppach in der Gegenwart völlig entwaldet.